# Viso de altar
Cuadro pequeño con un bastidor con el que se cubren las puertas del sagrario donde se guarda el Santo Sacramento. Es de tela de los mismos colores que utiliza la iglesia en sus festividades. Suele estar bordado de seda o de hilo de oro o plata con algunas empresas del sacramento. Los hay también fabricados de plata de martillo o guarnecidos con ella en el mismo obraje. 